# Селівачов Михайло Романович
Миха́йло Рома́нович Селівачо́в (*19 червня 1946, Київ)  — український мистецтвознавець, редактор-видавець, мемуарист.

## Біографія
Закінчив Ленінградський інститут живопису, скульптури та архітектури ім. І. Рєпіна Академії Художеств СРСР (1970, Педагоги з фаху — К. Корнилович, В. Лихачова, В. Плотников), аспірантуру при Інституті мистецтвознавства, фольклору й етнографії ім. М. Рильського АН України (1975). Перед тим працював у геологічній експедиції, керівником гуртка юних туристів у Київському палаці піонерів і школярів, консультантом Республіканського Правління Українського товариства охорони пам'яток історії та культури, реставратором монументального живопису, служив у Радянській армії.
Починаючи з 1963 р. опублікував близько 700 дослідницьких і науково-популярних праць (переважно про декоративне мистецтво, архітектуру, дизайн) українською, російською, польською, англійською, румунською мовами у республіках колишнього СРСР, Канаді, США, Австралії, Аргентині й інших країнах.
Поряд із основною науковою роботою працював у музеях (Українському Нью-Йорка, США, в 1991–1992; згодом — у київських музеях Івана Гончара та Народного декоративного мистецтва), з 1999 р. викладає у вищих навчальних закладах. Головний редактор вісника археології, мистецтва, культурної антропології «Ант» (від 1999), відповідальний або науковий редактор, автор передмови до понад 20 фахових збірників і колективних монографій.
Кандидатську дисертацію рос. «Вопросы исследования декоративно-прикладного искусства Советской Украины в современном искусствознании» захистив 1978 р. у Московському університеті ім. М. Ломоносова), докторську «Українська народна орнаментика ХІХ-ХХ ст. (іконографія, номінація, стилістика, типологія)» — в Інституті ім. М. Рильського НАН України 1996 р.
Член НСХУ (1983), Міжнародної асоціації критиків мистецтва (АІСА — з 2005). Почесний академік АН ВШ України (2008), професор (2011). Під керівництвом М. Селівачова захищено три кандидатські дисертації (здобувачі М. Юр, В. Андріяшко, О. Коновалова) й одна докторська (Н. Акчуріна-Муфтієва)
Дружина — бібліограф і музейник Наталія Селівачова.

## Основні книжкові публікації
- «Народне мистецтво і сучасність» (1980),
- «Декоративно-прикладне мистецтво України в радянському мистецтвознавстві» (1981),
- «Плодотворність взаємозбагачення. Сучасні міжетнічні взаємини в народній декоративній творчості» (1984),
- «Про українське народне мистецтво та його сучасну долю» (1993),
- «Folk designs of Ukraine» (1995),
- «Лозоплетіння Галини Кучер» (2001)
- «Лексикон української орнаментики» (2005; 2-ге вид. доповнене та виправлене — 2009; 3-тє вид. доповнене та виправлене — 2013),
- «Микола Лебідь: акварель, дизайн, геральдика» (2006),

## Співавтор колективних праць
- «Мистецтво і сучасність» (1980)
- «Актуальные проблемы развития социалистических национальных художественных культур в условиях зрелого социализма» (1982)
- «Українське мистецтво в міжнародних зв'язках» (1983)
- «Ареальные исследования в языкознании и этнографии» (1985)
- «Слово о полку Игореве» и наша современность" (1985)
- «М. В. Ломоносов и Север» (1986)
- «Проблеми етнографії Поділля» (1986)
- «Прогресивні народні традиції в збагаченні радянського способу життя» (1986)
- «ІХ Международный съезд славистов. Киев, сентябрь 1983 / Материалы дискуссии: Фольклористика. Историческая проблематика. Круглые столы» (1987)
- «Украинско-молдавские этнокультурные взаимосвязи в период социализма» (1987)
- «Мистецтво і духовне збагачення суспільства» (1989)
- «Народне мистецтво Полтавщини» (1989)
- «Еміграція населення західноукр. земель до Північної Америки на рубежі ХІХ-ХХ ст.» (1990)
- «Фольклор і сучасний світ. Європейський симпозіум» (1990)
- «Етнічна самосвідомість: національна культура» (1991)
- «Народное искусство и современная культура. Проблемы сохранения и развития традиций» (1991)
- «Поділля: історико-етнографічне дослідження» (1994)
- «Encyclopedia of Ukraine. Vol. III.» [1994]
- «Богородиця і українська культура» (1995)
- «Конференція українсько-румунської комісії з історії, археології та фольклористики» (1995)
- «М. Рильський і світова культура» (1995)
- «Мистецтво України. Енциклопедія. Т. І.» (1995)
- «Мала енциклопедія етнодержавознавства» (1996)
- «Народне мистецтво українського Полісся» (1996)
- «Третій міжнародний конгрес україністів 26-29 серпня 1996 р. Політологія. Етнологія. Соціологія» (1996)
- "Українська народна творчість у поняттях міжнародної термінології: примітив, фольклор, аматорство, наїв, кітч… (1996)
- «A III-a sesiune anuală a comisiei mixte româno-ucraineană de istorie, arheologie, etnografie şi folclor» (1996)
- «Mappa Mundi. Збірник наукових праць на пошану Ярослава Дашкевича з нагоди його 70-річчя» (1996),
- «Поетика та семантика українського рушника: образ, символ, знак» (1997)
- «Проблеми урбанізації та етнокультурних контактів у південно-східній Європі. Четверта сесія спільної українсько-румунської комісії з історії, археології, етнології та фольклористики при НАН України» (1997)
- «Проблеми дослідження усної історії східноєвропейських сіл 1920-40 рр.», (1998)
- «Регрес і регенерація в народному мистецтві» (1998)
- «Український килим: генеза, іконографія, стилістика» (1998)
- "Звід пам'яток історії та культури України. Київ. Книга 1. Частини 1 (1999) і 2 (2004)
- «Українські термінологічні словники з мистецтвознавства й етнології: досвід складання, проблеми та перспективи підготовки» (1999)
- «Українці. Історико-етнографічна монографія в двох книгах. Кн. 2» (1999)
- "Діалог культур: Україна у світовому контексті. Художня освіта (2000)
- «Україна на межі тисячоліть: етнос, нація, культура. Кн. 1-2» (2000)
- «Украинцы» (2000)
- «Декоративне мистецтво і дизайн: національні традиції й актуальні проблеми» (2001)
- «Енциклопедія сучасної України» : Томи 1-4 (2001–2006)
- «Етнос. Культура. Нація». Вип. 2. (2001)
- «Червоних сонць протуберанці: до 100-річчя Катерини Білокур» (2001)
- "Четвертий міжнародний конгрес україністів. Мистецтвознавство. Кн. 2. " (2001)
- «100 років колекції Державного музею українського народного декоративного мистецтва» (2002)
- «Зелений шум Полісся. Традиційна культура Поліського краю» (2002, Мультимедійний компакт-диск укр. й англ. мовами)
- «Проблеми українського термінологічного словникарства в мистецтвознавстві й етнології» (2002)
- «Традиційне й особистісне у мистецтві» (2002)
- «Дизайн-освіта 2003: досвід, проблеми, перспективи» (2003)
- «Музейна справа та музейна політика в Україні XX ст.» (2004)
- «VI Міжнар. конгрес україністів. Кн. 2. Музикознавство. Образотворче мистецтво. Театрознавство. Кінознавство». Доповіді та повідомлення. — Донецьк-К.: Вид-во Асоціації етнологів, 2005 «Історія української культури у п'яти томах». Том 4. Книга 2 (2005)
- «Рушник: символ, образ, знак» (2004)
- «Могилянські читання 2004. Музейне збереження пам'яток сакрального мистецтва. Історія, сучасна практика і майбутнє» (2005)
- «Історія української культури у п'яти томах». Томи 4 (книга 2) і 5 (книга 1) (2005 і 2011)
- «Історія українського мистецтва у п'яти томах». Том 4. (2006)
- «Убиенным сынам Украини» (2006)
- «Proceeding of Interenational Congress for Ancient and Modern History in Athens, 2005» (2006)
- «Могилянські читання. 2006: Доля музейних зібрань» Част. 2. (2007)
- «Спогади про Івана Гончара» (2007)
- «Confraternitas. Ювілейний збірник на пошану Ярослава Ісаєвича» (2006–2007)
- «Народний костюм як виразник національної ідентичності» (2008)
- «Марія Примаченко 100. Статті, есеї, спогади, публікації, присвячені сторіччю Марії Примаченко» (2009)
- «Олександр Саєнко. Мистецька спадщина і сучасність» (2009)
- «Does a Fourth Rus’ Exist? Concerning Cultural Identity in the Carpathian Region» (2009)
- «Українські бібліографи: біографічні відомості, професійна діяльність, бібліографія». Вип. 2 (2010)
- «Катерина Білокур: Філософія мовчазного бунту. Наукові статті, есеї, культурологічні праці до 100-річчя і 110-річчя Катерини Білокур». (2011)
- «The history of Art history in Central, Eastern and South-Eastern Europe» (2011)
- «Landmarks of Art History» (2011).

## Спогади
- Из опыта преодоления разобщенности между мирским и церковным (Свято-Макариевский православный приход г. Киева 1970-80-х гг.) // Семья в постатеистических обществах. — К.: Дух і літера, 2002. — С. 267–271.
- Як наглядали за студентами й аспірантами // Матеріали 10-х липневих читань [присвячених 30-річчю політичних репресій в АН УРСР]. Вип. 1. — К. : Український центр духовної культури, 2002. — С. 58-65.
- Віктор Михайлович Василенко як особистість і дослідник українського декоративного мистецтва // Музеї народного мистецтва та національна культура: Збірник наукових праць. — К.: Златограф, 2006. — С. 148–152.
- Іван Гончар у 1960-1970-х роках // Ант . № 16-18. — К., 2006. — С. 189–197.
- Дитинство у Лаврі 1950-х рр. // Лаврський альманах, випуск 19. — К., 2007. — С. 173–190.
- Марія Примаченко була неговіркою. 10 років тому не стало видатної української художниці // Газета по-українськи. — 2007. — 20 серпня, № 149 (432). — С. 15, 14
- Почаїв піввіку тому // Ант. — № 19-21. — К., 2008. — С. 88-97.
- Чоловік ангельської вдачі. Спогади про Миколу Косицького. — К.: Свято-Макаріївська церква, 2008. — C. 36-40).
- Встречи с иудаикой / Подготовка материала, предисловие и примечания — Е. Котляр // Вісник ХДАДМ. № 12: Сходознавчі студії. Вип. 2. / Упорядники Є. Котляр, С. Рибалко, О. Коваль. — Х.: Харківська державна академія мистецтва та дизайну, 2009. — С. 200–213, іл.
- Десять літ без Марії Примаченко — У кн.: Марія Примаченко 100. Статті, есеї, спогади, публікації, присвячені сторіччю Марії Примаченко / Упорядкування і редакція: Олександр Найден. — К.: Родовід, 2009. — С. 169–171.
- Широкий світ і тихе світло Наталі Павленко — У кн.: Наталка Павленко. — Київ, 2009. — С. 45-49.
- Георгій Ткаченко: особистість, паломник, художник, музикант (спогади про незабутнього друга та його розповіді) // Лаврський альманах. Випуск 25. — К., 2010. — С. 135–153, іл. Репринт: // Сучасні проблеми дослідження, реставрації та збереження культурної спадщини. Випуск 7. — К., 2010. — С. 394–427.
- Моя мистецька збірка // Музейні колекції: історія, дослідження, атрибуція / збірник наук. праць. — К.: ТОВ «ХІК», 2010. — 324 с. (c. 118–132).
- Наталя Павленко (1951–2008, Київ): «А може то Господня кара…» // Музейний провулок (Київ). — 2010. — № 1 (15). — С. 133–135 (спогади про колегу).
- Збиральна кампанія у селі Войкове 1953 року. Спогад // Березанські відомості. — 2011. — 9 листопада, № 87 (1600). — С. 3.